# Arsis
Met het begrip arsis (van het Griekse ἄρσις, dat het opheffen betekent) wordt in de muziektheorie geduid op een niet-geaccentueerde tel in de maat. Het wordt ook wel aangeduid als lichte tel of opslag. Het tegengestelde van de arsis is de thesis.
Oorspronkelijk had de arsis de betekenis van het opheffen van de voet bij de koordans, waarmee het lichte maatdeel in het tegelijk gezongen lied correspondeerde. Daarom heette dit zwakke maatdeel arsis, zowel in het ritme van de melodie als in de versvoet van de poëtische tekst. Later werden de termen arsis en thesis verwisseld, zodat met arsis juist het sterke maatdeel en met thesis het zwakke werd aangeduid. Een arsis wordt bij het scanderen aangegeven door een liggend streepje (—).